# Kryptonianie
Kryptonianie lub Kryptończycy (ang. Kryptonians) – fikcyjna rasa humanoidalnych kosmitów występująca w różnych seriach komiksowych wydawnictwa DC Comics, oraz wszelkich adaptacjach przygód Supermana. Kryptonianie zostali stworzeni przez scenarzystę Jerry’ego Siegela i rysownika Joe Shustera, którzy wprowadzili tę rasę do komiksowego uniwersum wraz z debiutem postaci Supermana w magazynie Action Comics vol. 1 #1 (czerwiec 1938). Ich nazwa pochodzi od nazwy rodzimej planety, która zaś została zaczerpnięta od kryptonu (Kr) – pierwiastka chemicznego, z grupy helowców w układzie okresowym.
Przypominający rasę ludzką z Ziemi, Kryptonianie są przedstawicielami wysoko rozwiniętej cywilizacji pozaziemskiej. Ich ojczysta planeta – Krypton, krążyła wokół czerwonego słońca o nazwie Rao (w zależności od publikacji, bądź adaptacji będącego albo czerwonym karłem, albo też czerwonym olbrzymem). Po wybuchu planety prawie cała rasa kryptońska uległa wymarciu. Z zagłady przeżyli tylko nieliczni uchodźcy z Kryptonu, którzy skryli się głównie na Ziemi. Dzięki wpływowi światła Słońca na Kryptonian, zyskali oni supermoce. Najbardziej znanym przedstawicielem tej rasy jest Superman.
Poza komiksem rasa kryptońska pojawiła się we wszystkich adaptacjach przygód Supermana (animacjach i wersjach aktorskich, a także grach komputerowych), stając się nieodzownym elementem kanonicznej historii tego superbohatera, oraz innych powiązanych z nim postaci drugoplanowych.

## Opis

### Wygląd i moce
Rasa kryptońska pochodzi z planety Krypton, odległej od Ziemi o ponad 50 lat świetlnych (we współczesnych wydaniach Krypton znajduje się 27 lat świetlnych od Ziemi). Ewolucja Kryptonian, oraz innych form życia, jakie rozwinęły się na planecie Krypton, wykazuje pewne podobieństwa do ewolucji, jaką jest zakładana na Ziemi. Oprócz podobnych do ludzi Kryptonian, rodzimą planetę Supermana zamieszkiwały niegdyś inni przedstawiciele naczelnych (np. małpka Beppo), jak również psowate (np. superpies Krypto). Superman oraz większość innych znanych Kryptonian wykazują cechy rasy kaukaskiej, aczkolwiek istniała też wysoko rozwinięta negroidalna odmiana Kryptonian, zamieszkująca wyspę Vathlo (została ona wprowadzona do komiksów dopiero w latach 70. XX wieku), a także zamieszkująca kontynent o nazie Twenx odmiana wykazująca cechy rasy żółtej.
Kryptonianie w swoim naturalnym środowisku, jakim była planeta Krypton, nie posiadają żadnych nadprzyrodzonych mocy. Unikalna fizjologia rasy kryptońskiej sprawiła jednak, że w wyniku napromieniowania energią żółtego słońca (wokół którego krąży Ziemia), zyskują takie same moce, jakie posiada Superman. Szeroki wachlarz mocy przebywających na Ziemi Kryptonian obejmuje: nadludzką siłę, nadludzką kondycję, nadludzki oddech (w tym oddech zamrażający), ogromną szybkość, latanie, niezniszczalność, wzrok termiczny, wzrok rentgenowski, oraz wyostrzone zmysły wzroku, słuchu i węchu.
Głównymi słabościami przybyszów z planety Krypton są: promieniowanie kryptonitu, blask rodzimego czerwonego słońca (który odbiera im wszystkie nadludzkie moce), magia i niemożność widzenia przez przedmioty, które wykonane są z ołowiu.

### Rozkwit i upadek cywilizacji kryptońskiej
Na czele zaawansowanej technologicznie cywilizacji kryptońskiej stała Rada Naukowa, wśród której zasiadał Jor-El (ojciec Supermana). Mimo tak wysokiego rozwoju cywilizacyjnego, Kryptonianie są wyznawcami kultu solarnego bóstwa – Rao, uosabiającego czerwone słońce Kryptonu. W społeczeństwie planety Krypton panował zwyczaj, zgodnie z którym mężczyźni przybierali proste nazwiska (np. Jor-El i Kal-El), w których zaakcentowana jest nazwa rodu (w tym przypadku ród Elów), natomiast kobietom nadawane są nazwiska patronimiczne, w którym oprócz imienia dochodzi pełne nazwisko ojca (np. Lara Lor-Van lub Kara Zor-El). Kryptonianie nie uznawali kary śmierci, a zamiast niej najwyższym wymiarem kary było uwięzienie w Strefie Widmo (taki los spotkał m.in. generała Zoda i jego bliskich współpracowników).
Rasa kryptońska słynęła niegdyś z osiągnięć w dziedzinie klonowania. Przez tysiąclecia, banki klonowania przedłużały życie elit na Kryptonie, co pozwalało im na rozwój wiedzy i sztuki. Jednocześnie pycha tej rasy sprzyjała nastrojom ksenofobicznym, izolacjonistycznym i etatyzmowi. Harmonię zakłócił konflikt polityczny o prawa klonów, która doprowadziła do 1000 letniej Wojny Klonów. Zanim rząd ostatecznie przyznał się do porażki i zniósł banki klonowania, grupa terrorystyczna o nazwie Black Zero, walcząca o prawa klonów, uruchomiła urządzenie termonuklearne. Zapoczątkowało ono powolną reakcję łańcuchową w jądrze planety, niszczącą stolicę Kryptonu, miasto Kandor. Skutkiem uszkodzenia jądra Kryptonu było wydobywanie się na powierzchnię „zielonej śmierci” – radioaktywnego pierwiastka o nazwie kryptonit, którego radioaktywne promieniowanie zabijało miliony Kryptonian. Ostatecznie planeta eksplodowała, jednak na krótko przed jej zagładą, naukowiec Jor-El zdążył ewakuować w niewielkiej rakiecie swojego jedynego syna o nazwisku Kal-El.

### Ocalali Kryptonianie
Po trafieniu na Ziemię Kal-El został przygarnięty i wychowany przez prostych farmerów z Kansas jako Clark Kent. W końcu Clark stał się superbohaterem znanym jako Superman. Z czasem na Ziemię zaczęli przybywać inni ocalali Kryptonianie: Supergirl (kuzynka Kal-Ela o nazwisku Kara Zor-El), okrutny generał Zod ze swoją świtą, oraz inni przedstawiciele tej rasy, którzy uwięzieni byli w zabutelkowanym przez Brainiaca mieście Kandor

## Przedstawiciele
- Kal-El/Clark Kent/Superman – urodził się na planecie Krypton jako Kal-El. Syn Jor-Ela i Lary Lor-Van. Krótko przez eksplozją rodzimej planety został wysłany przez swoich rodziców na Ziemię. Tam został wychowany przez małżeństwo prostych farmerów ze Smallville jako Clark Kent. W dzieciństwie Clark odkrył, że posiada nadludzkie moce, które są efektem oddziaływania ziemskiego słońca i atmosfery. Chcąc wykorzystywać swoje moce do ratowania ludzi i Ziemi, przed różnymi zagrożeniami (nie ujawniając przy tym światu swojej prawdziwej tożsamości), Clark zaczął działać jako kostiumowy bohater – Superman. Na co dzień pracuje jako nieśmiały reporter dla gazety Daily Planet.
- Jor-El i  Lara Lor-Van – biologiczni rodzice Supermana, z początku byli nazywani byli Jor-L i Lora. Oboje mieszkali w mieście Kryptonopolis. Jor-El był kryptońskim naukowcem, który przewidział zagładę Kryptonu, jednak jego hipotezy zostały wyśmiane i zlekceważone przez jego rodaków. Chcąc uratować syna, umieścili go w rakiecie i wysłali na Ziemię. Oboje zginęli, gdy Krypton eksplodował.
- Kara Zor-El/Supergirl – Kara Zor-El jest kuzynką Kal-Ela z miasta Argo, które przez pewien czas przetrwało zagładę Kryptonu, aż do momentu, kiedy jego mieszkańcy zginęli od promieniowania kryptonitu. Jej rodzice wysłali ją na Ziemię, gdzie Superman uczynił z niej superbohaterkę na swoje podobieństwo. Po Kryzysie istniało wiele różnych wersji Supergirl m.in. Matrix (zmiennokształtna istota z „Pocket Universe”) i Linda Danvers (zwykła dziewczyna, która zyskała supermoce od Matrix). Kolejną postacią posługującą się tym pseudonimem była Cir-El. W 2004 roku powstała nowa wersja Kary Zor-El, bazująca na oryginalnej Supergirl ze srebrnej ery komiksu.
- Kara Zor-L/Power Girl – Power Girl jest alternatywną wersją Kary Zor-El (Supergirl), pochodzącą z uniwersum Ziem-Dwa i będącą kuzynką Supermana (Kal-L).
- Zor-El i Allura In-Ze – kryptońscy naukowcy, rodzice Kary Zor-El (Supergirl), natomiast ich odpowiednicy z Ziemi-Dwa (Zor-L i Allura In-Z) byli rodzicami Kary Zor-L (Power Girl). Pochodzą z miasta Argo. W post-kryzysowym uniwersum ich miasto przetrwało zagładę dzięki skopiowaniu technologii Brainiaca, który je później odnalazł[c]. Kosmita umieścił mieszkańców w zamkniętym w słoju mieście Kandor. Po tym jak Superman wykradł słój ze statku Brainiaca, mieszczące się odtąd w Fortecy Samotności miasto wróciło z czasem do swoich normalnych rozmiarów jako Nowy Krypton, stając się domem dla rodziców Kary. Allura zginęła w trakcie rozpętanej przez Zoda wojny, zaś Zor-El zginął w czasie ataku złoczyńców Metallo i Reactrona na Nowy Krypton.
- Kon-El/Connor Kent/Superboy – przed Kryzysem na Nieskończonych Ziemiach Superboy był jedynie pierwszym pseudonimem, jakim posługiwał się mający zaledwie 8 lat Clark Kent, który później porzucił osiągając pełnoletniość i stając się Supermanem. Po Kryzysie Superboy jest klonem, który początkowo zdawał się być zmartwychwstałym Supermanem. Superboy dowiedział się później, że jest w rzeczywistości hybrydą powstałą na bazie DNA ludzkiego i kryptońskiego. Początkowo sądził, że jego ludzkie DNA pochodzi od Paula Westfielda, dyrektora Projektu Cadmus, czyli programu inżynierii genetycznej, w ramach którego on powstał. Później jednak odkrył, że jego ludzkie DNA pochodzi od Lexa Luthora. Superboy obrał sobie kryptońskie imię Kon-El, natomiast na co dzień funkcjonuje pod ukrytą tożsamością Connera Kenta, kuzyna Clarka.
- Lor-Zod/Chris Kent/Nightwing – syn pary kryptońskich zbrodniarzy, generała Zoda i Ursy, zaadoptowany później przez Clarka i Lois. Obecnie działa pod pseudonimem Nightwing, którego również używa pomocnik Batmana – Dick Grayson.
- Dru-Zod/Generał Zod (ang. General Zod) – kryptoniański wyższy dowódca. W srebrnej erze komiksu, w czasie kryzysu, jaki nastał po przerwaniu programu kosmicznego, Zod próbował przejąć władzę na Kryptonie za pomocą urządzenia, które tworzyło podobne do Bizarro klony. Został skazany za swoje zbrodnie na 40 lat w Strefie Widmo. W końcu odzyskał wolność za sprawą Superboya. Uzyskawszy identyczne moce co Kal-El, postanowił podbić Ziemię. Został jednak ponownie uwięziony, aczkolwiek czasami udawało mu się uciec ze Strefy Widmo i próbować zemścić się na synu Jor-Ela. W późniejszych komiksach pojawiła się wersja Zoda stworzona przez złoczyńcę Time Trappera w tzw. „kieszonkowym uniwersum” (pocket dimension). Kolejną postacią bazującą na oryginalnym Zodzie był Rosjanin o nazwisku Avruiskin, który jako dziecko w wyniku eksperymentu zyskał moce podobne do Supermana. Jednak w przeciwieństwie do Supermana, Avruiskin czerpał moc z czerwonego słońca, zaś tracił ją w promieniach żółtego słońca. Był dyktatorem fikcyjnej, byłej republiki ZSRR o nazwie Pokolistan (zlokalizowanej na pograniczu Czech, Niemiec i Polski)[17]. Najnowsza wersja Zoda bazuje na oryginale ze srebrnej ery. Kiedy Jor-El odkrył, że Krypton jest skazany na zagładę, Zod i jego kompani – Non i Ursa zostali schwytani i skazani na zasłanie do Strefy Widmo za próbę puczu, zaś Jor-El został ich strażnikiem. Po ucieczce ze Strefy Widmo, Zod obrał sobie za cel odzyskanie syna, Lor-Zoda, który znalazł się pod opieką Supermana i Lois Lane (pod pseudonimem Chris Kent).
- Faora Hu-Ul/Faora – mizoandryczna Kryptonianka, której nienawiść do mężczyzn doprowadziła do licznych morderstw, za co została zesłana do Strefy Widmo. Jest zaznajomiona w kryptońskiej sztuce walki, zwanej Klurkor, polegającej na obezwładnieniu przeciwnika poprzez uderzenie w czułe miejsca organizmu. Jej późniejsza wersja o imieniu Zaora, była kochanką rosyjskiego Zoda (Avruiskin).
- Jax-Ur – kryptoniański szalony naukowiec. W wyniku testów z bronią nuklearną zniszczył jeden z księżyców Kryptonu o nazwie Wegthor i tym samym wymordował zamieszkujących go 500 Kryptonian. W efekcie wszelkie loty poza orbitę planety zostały zakazane (dopiero zakaz ten został złamany przez Jor-Ela i Zor-Ela, którzy wysłali w rakietach swoje dzieci na Ziemię), zaś Jax-Ur za tę zbrodnię został zesłany do Strefy Widmo i okrzyknięty „największym zbrodniarzem”, jaki tam przebywał. Jax-Ur wielokrotnie uciekał ze swojego więzienia i stawał do walki z Supermanem. We współczesnych komiksach, wypuszczony przez Zoda naukowiec, działał na Ziemi jako uśpiony agent.
- Dev-Em – początkowo młodociany przestępca z planety Krypton, który trafił na Ziemię i uwięził Superboya w Strefie Widmo. Po uwolnieniu się chłopca ze stali, Dev-Em przeniósł się w czasie do XXX wieku. Stał się nastoletnim superbohaterem. Był członkiem Międzygwiezdnego Korpusu Kontrwywiadowczego oraz Legionu Superbohaterów. Po Kryzysie pojawiły się dwie wersje tej postaci. Najpierw pojawiła się postać Devema, przywódcy kultu Connora, planującego wskrzesić Superboya. Najnowszy Dev-Em, był jednym z pomagierów Zoda.
- Quex-Ul – przed Kryzysem jeden z pomocników generała Zoda.
- Ursa – postać oryginalnie pochodząca z filmu Superman II, inspirowana postacią Faory. W komiksie Ursa była kryptońskim oficerem i podkomendną generała Zoda. Za udział w nieudanym puczu razem z Zodem i Nonem została skazana na pobyt Strefie Widmo. W czasie odbywania kary stała się kochanką generała i urodziła mu syna – Lor-Zoda. Po ucieczce syna na Ziemię próbowała wraz mężem go odzyskać.
- Non – postać oryginalnie pochodząca z filmu Superman II, inspirowana postacią Quex-Ulu. W komiksie Non był naukowcem i przyjacielem Jor-Ela. Po odkryciu losu jaki miał spotkać planetę Krypton, Jor-El i Non starali się ostrzec jej mieszkańców przed katastrofą, lecz obaj zostali potępieni. Za dalsze głoszenie „herezji”, Non został poddany lobotomii, przez co stał się brutalnym niemową. Później związał się z Zodem i Ursą, a za udział w spisku trafił z nimi do Strefy Widmo. Po ucieczce z więzienia pomagał towarzyszom w odzyskaniu Lor-Zoda.
- Doktor Xadu/Xa-Du (ang. Doctor Xadu/Xa-Du) – przed Kryzysem doktor Xadu był lekarzem, który został zesłany do Strefy Widmo za zabicie dziesiątków pacjentów podczas wykonywania nielegalnych eksperymentów nad krioniką. Postać ta powróciła na karty komiksu (odtąd jako Xa-Du), po restarcie uniwersum DC w 2011 roku. Jego historia uwięzienia w alternatywnej rzeczywistości nieuległa większej zmianie, jednak odtąd był w stanie operować poza Strefą dzięki specjalnemu kombinezonowi, za pomocą którego chciał dokonać zemsty na potomku Jor-Ela. Później stał się członkiem Anti-Superman Army.
- Eradicator – starożytna sztuczna inteligencja z Kryptonu, zbudowana na bazie obcej technologii przez praprzodka Supermana, Kem-La. Próbowała terraformować Ziemię w Nowy Krypton. Później połączyła się z ziemskim naukowcem, Davidem Connerem. Po śmierci Supermana w walce z Doomsdayem, starała się zająć jego miejsce, aż w końcu stała się sojusznikiem wskrzeszonego człowieka ze stali.
- Kal-El/Clark Kent/Superboy-Prime – alternatywna wersja Superboya, pochodząca z równoległego świata o nazwie Ziemia-Prime. W czasie Kryzysu na Nieskończonego Ziemiach pomógł on w pokonaniu złoczyńcy Anti-Monitora. Wówczas też jego ojczyste uniwersum zostało zniszczone. Przez dziesięciolecia Superboy-Prime został uwięziony w innym wymiarze zwanym Paradise Dimension. Uwolniony w czasie Kryzysu Nieskończoność (Infinite Crisis), sfrustrowany Superboy-Prime próbować zastąpić Supermana. Wówczas stał się jednym czołowych antagonistów tej historii. Później był członkiem Korpusu Sinestro.
- Preus – były kryptoński oficer służb porządkowych z zamkniętego w słoju miasta Kandor, o silnie ksenofobicznych poglądach. Po swojej uciecze zaczął polować na Supermana.

## Adaptacje
W czteroczęściowej serii filmów pełnometrażowych z lat 1978–1987 zapoczątkowanej obrazem Superman (Superman: The Movie) w reżyserii Richarda Donnera (późniejsze części były kręcone przez innych reżyserów), spin-offie pod tytułem Supergirl (Supergirl) w reżyserii Jeannota Szwarca, oraz w pseudo-sequelu do tej serii pod tytułem Superman: Powrót (Superman Returns) z 2006 roku w reżyserii Bryana Singera, Kryptonianie zostali przedstawieni jako lud, którego członkowie nosili białe szaty ozdobione herbami rodów. Tak jak w historiach komiksowych rządząca planetą rada starszych odrzucała teorie Jor-Ela (Marlon Brando) o rychłej zagładzie planety (w filmie miało do niej dojść za sprawą czerwonego słońca, które miało stać się supernową). Nie podzielający obaw naukowca, krótkowzroczni przywódcy planety przyczynili się tym samym do zagłady własnej cywilizacji. Udało się przetrwać tylko synowi Jor-Ela – Kal-Elowi (Christopher Reeve) i kilkorgu innym przedstawicielom rasy. W tych filmach kryptońska technologia i architektura opierała się głównie na samorosnących kryształach, które były bardzo powszechne na ich planecie i mogły być używane również do przechowywania informacji. Ta technologia służyła do budowy architektury (np. utworzona przez Clarka na Arktyce Forteca Samotności), statków kosmicznych (jak ten, w którym Kal-El przyleciał an Ziemię), a nawet całej wyspy, jak ta stworzona przez Lexa Luthora (Kevin Spacey), w Superman: Powrót. Kolejnym przykładem zaawansowania technologicznego Kryptonian w produkcjach kinowych z lat 1978–1987 była Strefa Widmo. W scenie otwierającej pierwszy i drugi film widać proces trójki kryminalistów: generała Zoda (Terence Stamp), Ursy (Sarah Douglas) i Nona (Jack O’Halloran), którzy ostatecznie zostają skazani na banicję w Strefie Widmo (w filmie została ona przedstawiona jako gigantyczne lustro dryfujące w przestrzeni kosmicznej). W Superman II zostają oni w końcu uwolnieni przez eksplozję bomby nuklearnej w kosmosie. Jeszcze innymi ocalałymi była społeczność miasta Argo City w filmie Supergirl. W filmie Superman: Powrót ukazano chłopca o nazwisku Jason White (Tristan Lake Leabu), którego matką była Lois Lane (Kate Bosworth), a biologicznym ojcem Clark (Brandon Routh) (co czyniło chłopca hybrydą ludzko-kryptońską).
W serialu telewizyjnym Tajemnice Smallville (Smallville) wspomniano, iż cywilizacja kryptońska cechowała się pierwotnie dużą wojowniczością, aż w końcu wyewoluowała w bardziej pokojowo nastawioną kulturę naukowców. Na jej czele stała Rada Najwyższa. Kryptonianie znali dobrze Ziemię, którą wielokrotnie odwiedzali (świadectwa ich obecności zostały odnaleziony w jaskini rdzennego ludu Kawatchów). Wierzyli oni w proroctwo głoszące schyłek ich cywilizacji i początek nowego świata na Ziemi, która będzie dla nich rajem (Zwoje Rao). Proroctwo Rao zostało spełnione przez fanatycznego wyznawcę nieuniknionego upadku Kryptonu – Zor-Ela (Christopher Heyerdahl), ojca Kary (Laura Vandervoort), który uszkodził i tak niestabilne jądro planety, przyczyniając się do jej zagłady. Tak jak w kanonicznych historiach komiksowych udało się przetrwać Kal-Elowi (Tom Welling), wspomnianej Karze, więźniom Strefy Widmo, ale też dwójce innych podkomendnych generała Zoda (Callum Blue): Nam-Ekowi (Leonard Roberts) i Aethyr (Alana de la Garza), naukowcowi Dax-Urowi (Marc McClure), który żył na Ziemi jako człowiek przez 100 lat, aż został zabity przez Brainiaca (James Marsters), i różnym klonom Kryptonian.
W filmie Człowiek ze stali (Man of Steel) z 2013 roku (w reżyserii Zacka Snydera) Kryptonianie zostali przedstawieni jako rasa kosmitów, która rygorystycznie praktykowała politykę sztucznej kontroli nad populacją poprzez inżynierię genetyczną. Genetyczne tworzenie następnych pokoleń Kryptonian miało za zadanie odgórnie przygotować obywateli do określonych ról w społeczeństwie: w filmie wyróżniono naukowców takich jak Jor-El (Russell Crowe), a także wojskowych, do których zaliczał się m.in. generał Zod (Michael Shannon). Było wspomniane, iż wieki wcześniej, w dobie wielkiej eksploracji kosmosu, cywilizacja kryptońska wysyłała misje zwiadowcze w celu poszukiwania nowych planet do zasiedlenia. W celu ujarzmienia środowiska na nowo odkrytych planetach używano potężnych machin do terraformacji. W końcu, kiedy wprowadzono sztuczną kontrolę populacji, Kryptonianie porzucili placówki w kosmosie i zaczęli eksploatować zasoby naturalne ojczystego świata, aż do stanu, w którym jądro planety stało się niestabilne. Na krótko przed zniszczeniem planety Krypton urodziło się pierwsze (i technicznie ostatnie) od wieków poczęte w naturalny sposób dziecko – Kal-El, czyli późniejszy Superman (Henry Cavill). W filmie pokazano problemy Kryptonian z przystosowaniem się do ziemskich warunków i manifestowaniem się u nich wystrzyżonych zmysłów (u Clarka, gdy ten był dzieckiem i u Zoda po uszkodzeniu przez Supermana jego hełmu).